# Faberrebe

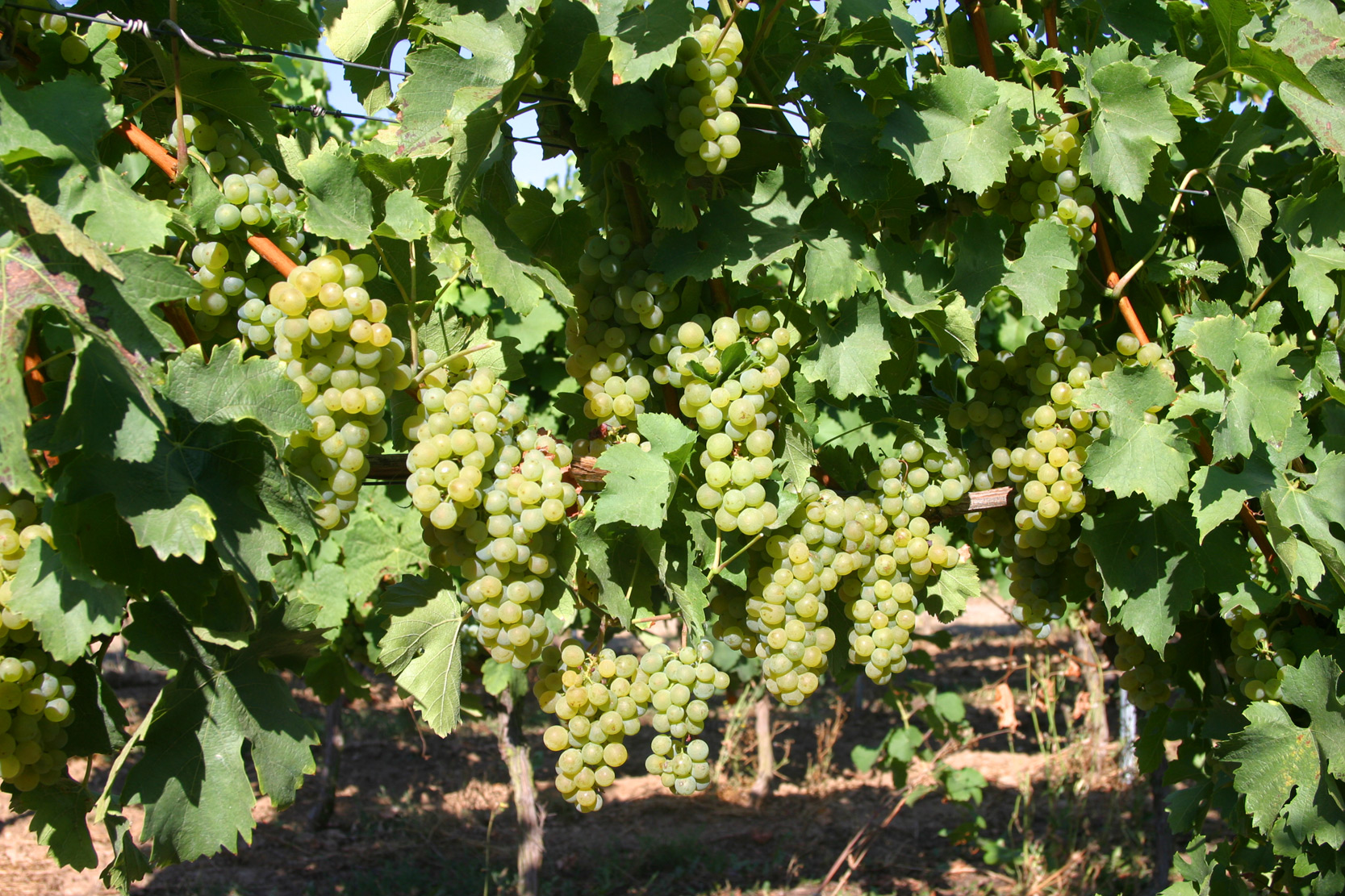
Racimos de faberrebe.

La faberrebe o Faber es una variedad de uva blanca de vino. Fue creada en 1929 por Georg Scheu en el Landesanstalt für Rebenzüchtung en Alzey, Alemania, y recibió protección legal como variedad en 1967. 
Scheu creó la faberrebe curzando pinot blanc con Müller-Thurgau. (algunas fuentes han dicho erróneamente que es un cruce entre la silvaner y la Müller-Thurgau).
El nombre "Faber" (término latino para Smith, que en castellano es equivalente a Herrero) fue escogido en honor de Karl Schitt, que albergó las primeras plantaciones en Landau. El sufijo "rebe" es la palabra alemana para vid.
Los vinos producidos con faberrebe son afrutados y con aromas a moscatel, así como con un gusto fresco y buena acidez. Su color es ligeramente amarillo dorado.
En 2019 había 250 ha de faberrebe en Alemania, aunque tiende a disminuir. También hay algunas plantaciones pequeñas en Inglaterra.